# Julia Wachaczyk
Julia Wachaczyk, née le 13 avril 1994 à Bielefeld, est une joueuse allemande de tennis.
Durant l'été 2021, elle se marie à Tim Lohoff et joue depuis lors sous son nom marital Julia Lohoff.

## Carrière
Julia Wachaczyk a débuté sur le circuit professionnel en 2010.
En mars 2020, elle gagne son premier titre WTA en double lors du tournoi International de Lyon avec la Roumaine Laura Ioana Paar.

## Palmarès

### Titre en double dames
| No | Date       | Nom et lieu du tournoi | Catégorie | Dotation  | Surface    | Partenaire       | Finalistes                      | Score    |          |
| -- | ---------- | ---------------------- | --------- | --------- | ---------- | ---------------- | ------------------------------- | -------- | -------- |
| 1  | 02-03-2020 | Open 6e sens Lyon      | Intern'l  | 271 750 $ | Dur (int.) | Laura Ioana Paar | Lesley Kerkhove Bibiane Schoofs | 7-5, 6-4 | Parcours |

### Finale en double dames
Aucune.

### Titre en double en WTA 125
| No | Date       | Nom et lieu du tournoi | Catégorie | Dotation  | Surface      | Partenaire   | Finalistes                      | Score     |          |
| -- | ---------- | ---------------------- | --------- | --------- | ------------ | ------------ | ------------------------------- | --------- | -------- |
| 1  | 13-11-2023 | LP Open by IND Colina  | WTA 125   | 115 000 $ | Terre (ext.) | Conny Perrin | L. Pérez Alarcón Daniela Seguel | 7-64, 6-2 | Parcours |

### Finale en double en WTA 125
| No | Date       | Nom et lieu du tournoi        | Catégorie | Dotation  | Surface      | Vainqueures                 | Partenaire   | Score            |          |
| -- | ---------- | ----------------------------- | --------- | --------- | ------------ | --------------------------- | ------------ | ---------------- | -------- |
| 1  | 20-11-2023 | MundoTenis Open Florianópolis | WTA 125   | 115 000 $ | Terre (ext.) | Sara Errani Léolia Jeanjean | Conny Perrin | 7-5, 3-6, [10-7] | Parcours |

## Parcours en Grand Chelem

### En double dames
| Année | Open d'Australie                                                                     | Open d'Australie                                                                  | Internationaux de France                                                             | Internationaux de France                                                           | Wimbledon                                                                          | Wimbledon | US Open | US Open |
| ----- | ------------------------------------------------------------------------------------ | --------------------------------------------------------------------------------- | ------------------------------------------------------------------------------------ | ---------------------------------------------------------------------------------- | ---------------------------------------------------------------------------------- | --------- | ------- | ------- |
| 2020  | —                                                                                    | —                                                                                 | 1er tour (1/32) L. I. Paar \|\| style="text-align:left;" \| V. Kužmová Kr. Plíšková  | Annulé                                                                             | Annulé                                                                             | —         | —       |         |
| 2021  | —                                                                                    | —                                                                                 | 1er tour (1/32) G. García \|\| style="text-align:left;" \| G. Dabrowski L. Fernandez | 2e tour (1/16) M. Barthel \|\| style="text-align:left;" \| A. Krunić N. Stojanović | 1er tour (1/32) L. Marozava \|\| style="text-align:left;" \| E. Hozumi A. Rosolska |           |         |         |
| 2022  | 1er tour (1/32) M. Zanevska \|\| style="text-align:left;" \| K. Flipkens S. Sorribes | 1er tour (1/32) L. Bronzetti \|\| style="text-align:left;" \| C. McNally Zhang S. | 1er tour (1/32) L. Bronzetti \|\| style="text-align:left;" \| Xu Y. Yang Z.          | —                                                                                  | —                                                                                  |           |         |         |

N.B. : le nom de la partenaire se trouve sous le résultat ; le nom des ultimes adversaires se trouve à droite.

## Classements WTA en fin de saison
| Année          | 2010 | 2011 | 2012 | 2013 | 2014 | 2015 | 2016 | 2017 | 2018 | 2019 | 2020 | 2021 | 2022 | 2023 | 2024 |
| Rang en simple | 959  | 910  | 962  | 725  | 735  | 563  | 408  | 392  | 642  | 832  | 807  | 941  | –    | –    | –    |
| Rang en double | –    | 1016 | –    | 736  | 673  | 396  | 374  | 216  | 285  | 217  | 115  | 72   | 144  | 142  | 186  |

Source : (en) Classements de Julia Wachaczyk sur le site officiel de la Fédération internationale de tennis